# Max Cetto

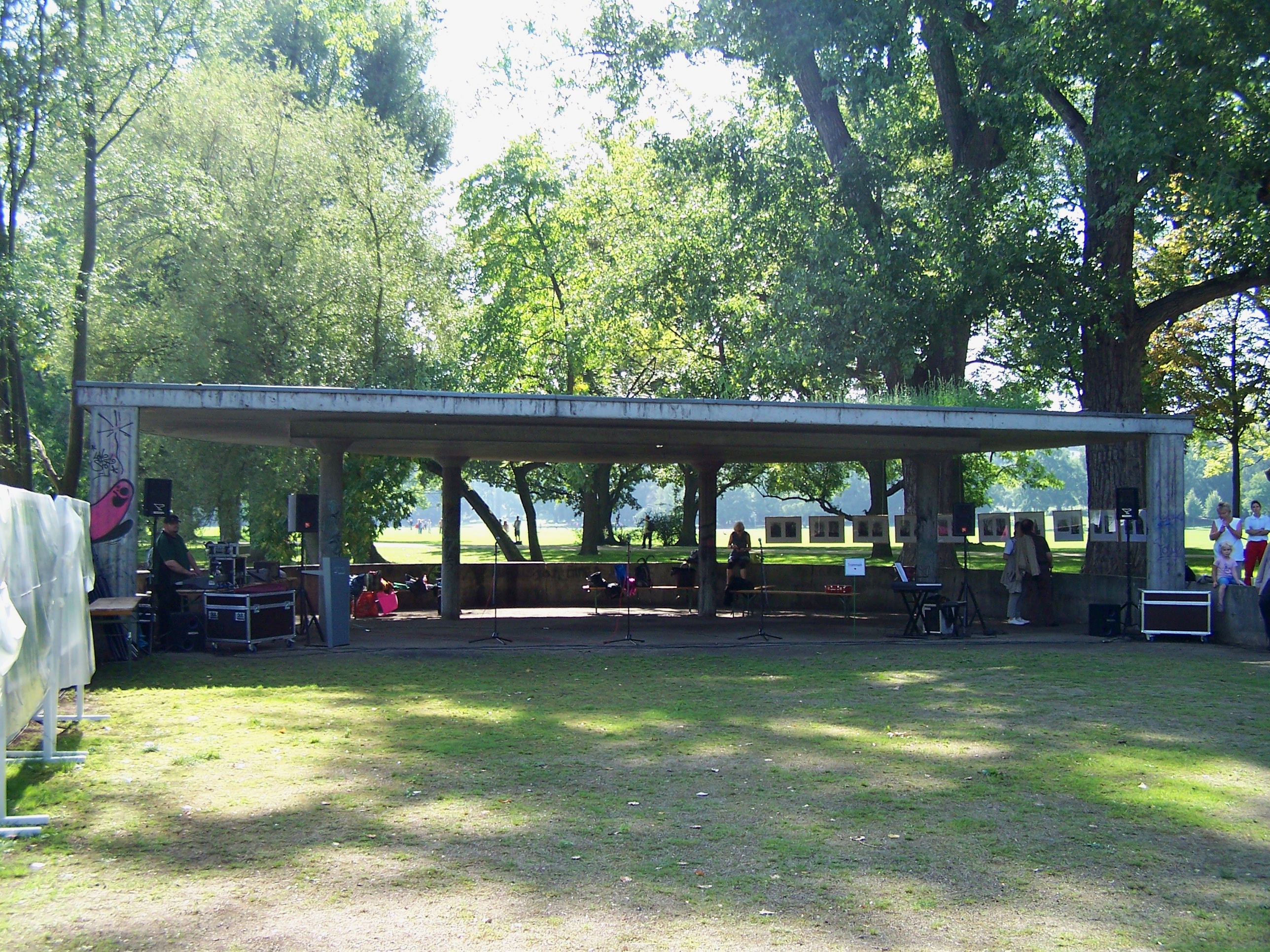
Ontwerp van Cetto in het Ostpark te Frankfurt am Main

Max Ludwig Cetto (Koblenz, 20 februari 1903 - Mexico-Stad, 5 april 1980) was een Duits-Mexicaans modernistisch architect.
Cetto studeerde in Darmstadt, München en Berlijn en studeerde af als architectonisch ingenieur in 1926. In 1938 ontvluchtte hij de Nazi-dictatuur en ging hij bij de studio van Richard Neutra in San Francisco werken. Korte tijd later verhuisde hij naar Mexico, en in 1947 werd hij genaturaliseerd Mexicaan. Samen met onder anderen Luis Barragán ontwikkelde hij de wijk Jardines del Pedregal. Deze wijk werd gebouwd in een lavabed, waarbij Cetto probeerde het grillig gevormde gesteente zo veel mogelijk in de opbouw van de wijk te verwerken. Ook in zijn andere ontwerpen comineerde hij modernisme met respect voor het landschap. Bekende ontwerpen zijn zijn eigen huis dat hij in 1949 liet bouwen en het huis van de kunstenaar Roberto Berdecio uit 1951. Cetto doceerde architectuur aan de Nationale Autonome Universiteit van Mexico (UNAM) van 1965 tot 1979.
- Bibsys: 90695301
- Gemeinsame Normdatei: 12303082X
- International Standard Name Identifier: 0000 0000 7866 7578
- Library of Congress Control Number: n84040109
- Nederlandse Thesaurus van Auteursnamen: 150673922
- SNAC: w6m934h1
- Trove: 1159121
- Union List of Artist Names: 500078993
- Virtual International Authority File: 93891049
- WorldCat: E39PBJpv4hqK34WXmdHp3DKTpP